# 豊中市立泉丘小学校
豊中市立泉丘小学校（とよなかしりつ いずみがおかしょうがっこう）は、大阪府豊中市西泉丘一丁目にある公立小学校。

## 沿革
- 1974年4月 - 開校、校章制定。なお1学期は豊中市立熊野田小学校の一部を間借りして授業が行われた。
- 1978年3月 - 豊中市立東泉丘小学校を分離。
- 1981年3月 - 校歌制定。
- 2000年3月 - 学校図書館開設。

## 通学区域
旭丘 (豊中市)、西泉丘1-2・3(12番）、広田町、東泉丘1丁目

## アクセス
最寄り駅は北大阪急行電鉄緑地公園駅。
- 阪急バス
  - 熊野町バス停から南へ300m
  - 緑地公園グリーンハイツバス停から西へ300m